# Llista de topònims de Sant Guim de la Plana
Llista de topònims (noms propis de lloc) del municipi de Sant Guim de la Plana, a la Segarra
Informació actualitzada per un bot. Els canvis manuals es perdran quan s'actualitzi!

## cabana
| imatge | Nom                    | Ubicat a              | instància de | Detalls                      | coordenades                                                                  | Protecció | Commons (més fotos) | Dades a WD                    |
| ------ | ---------------------- | --------------------- | ------------ | ---------------------------- | ---------------------------------------------------------------------------- | --------- | ------------------- | ----------------------------- |
|        | cabana del Ferrer      | Sant Guim de la Plana | cabana       |                              | 41° 46′ 02″ N, 1° 19′ 32″ E / 41.7671994286804°N,1.32559254290225°E 560 msnm |           |                     | Modifica les dades a Wikidata |
|        | cabana del Fèlix       | Vicfred               | cabana       |                              | 41° 45′ 45″ N, 1° 20′ 28″ E / 41.762447°N,1.340991°E 582 msnm                |           |                     | Modifica les dades a Wikidata |
|        | cabana del Glòria      | Sant Guim de la Plana | cabana       |                              | 41° 46′ 20″ N, 1° 19′ 27″ E / 41.7721874789004°N,1.32424762881392°E 571 msnm |           |                     | Modifica les dades a Wikidata |
|        | cabana del Soler       | Comabella             | cabana       |                              | 41° 45′ 10″ N, 1° 20′ 57″ E / 41.7527781602591°N,1.34912080754467°E 602 msnm |           |                     | Modifica les dades a Wikidata |
|        | era del Fèlix          | Comabella             | cabana       |                              | 41° 45′ 10″ N, 1° 20′ 54″ E / 41.7526394964266°N,1.34824634093045°E 602 msnm |           |                     | Modifica les dades a Wikidata |
|        | pallissa de l'Argullol | Sant Guim de la Plana | cabana       | Estat: enderrocat o destruït | 41° 45′ 03″ N, 1° 20′ 46″ E / 41.750845°N,1.346033°E 587 msnm                |           |                     | Modifica les dades a Wikidata |

## castell
| imatge | Nom                              | Ubicat a              | instància de | Detalls                                              | coordenades                                                                       | Protecció                                  | Commons (més fotos)              | Dades a WD                    |
| ------ | -------------------------------- | --------------------- | ------------ | ---------------------------------------------------- | --------------------------------------------------------------------------------- | ------------------------------------------ | -------------------------------- | ----------------------------- |
|        | castell de Sant Guim de la Plana | Sant Guim de la Plana | castell      | Estil: arquitectura romànica 12nd century            | 41° 45′ 46″ N, 1° 19′ 26″ E / 41.7627°N,1.32391°E ca:Placeta del Castell 556 msnm | bé integrant del patrimoni cultural català | Castell de Sant Guim de la Plana | Modifica les dades a Wikidata |
|        | castell de Vicfred               | Vicfred               | castell      | Estil: art romànic arquitectura barroca 11st century | 41° 46′ 25″ N, 1° 21′ 32″ E / 41.7736°N,1.35877°E ca:C. del Sol Ixent 624 msnm    | bé integrant del patrimoni cultural català | Castell de Vicfred               | Modifica les dades a Wikidata |

## entitat singular de població
| imatge | Nom                   | Ubicat a              | instància de                                   | Detalls | coordenades                                                                               | Protecció | Commons (més fotos)               | Dades a WD                    |
| ------ | --------------------- | --------------------- | ---------------------------------------------- | ------- | ----------------------------------------------------------------------------------------- | --------- | --------------------------------- | ----------------------------- |
|        | Comabella             | Sant Guim de la Plana | entitat singular de població                   | 31 hab  | 41° 44′ 58″ N, 1° 20′ 42″ E / 41.74935°N,1.344974°E ca:Ctra. del Llor al Portell 612 msnm |           | Comabella (Sant Guim de la Plana) | Modifica les dades a Wikidata |
|        | Sant Guim de la Plana | Sant Guim de la Plana | entitat singular de població capital municipal | 122 hab | 41° 45′ 46″ N, 1° 19′ 28″ E / 41.76288065°N,1.32454875°E 553 msnm                         |           |                                   | Modifica les dades a Wikidata |
|        | Vicfred               | Sant Guim de la Plana | entitat singular de població                   | 42 hab  | 41° 46′ 24″ N, 1° 21′ 27″ E / 41.77321°N,1.357481°E 636 msnm                              |           | Vicfred                           | Modifica les dades a Wikidata |

## església
| imatge | Nom                                  | Ubicat a              | instància de                 | Detalls                                                        | coordenades                                                                       | Protecció                   | Commons (més fotos)                  | Dades a WD                    |
| ------ | ------------------------------------ | --------------------- | ---------------------------- | -------------------------------------------------------------- | --------------------------------------------------------------------------------- | --------------------------- | ------------------------------------ | ----------------------------- |
|        | Sant Esteve de Comabella             | Comabella             | església                     | Estil: arquitectura popular 19th century                       | 41° 44′ 58″ N, 1° 20′ 42″ E / 41.749332°N,1.344979°E ca:C. de l'Església 615 msnm | bé cultural d'interès local | Sant Esteve de Comabella             | Modifica les dades a Wikidata |
|        | Sant Esteve de Vicfred               | Vicfred               | església església parroquial | Estil: arquitectura popular 16th century                       | 41° 46′ 22″ N, 1° 21′ 32″ E / 41.7729°N,1.35893°E ca:C. Sant Esteve 635 msnm      | bé cultural d'interès local | Sant Esteve de Vicfred               | Modifica les dades a Wikidata |
|        | Santa Maria de Sant Guim de la Plana | Sant Guim de la Plana | església església parroquial | Estil: arquitectura romànica arquitectura popular 13rd century | 41° 45′ 46″ N, 1° 19′ 28″ E / 41.7629°N,1.32444°E ca:Placeta del Castell 555 msnm | bé cultural d'interès local | Santa Maria de Sant Guim de la Plana | Modifica les dades a Wikidata |

## granja
| imatge | Nom                  | Ubicat a              | instància de | Detalls | coordenades                                                                  | Protecció | Commons (més fotos) | Dades a WD                    |
| ------ | -------------------- | --------------------- | ------------ | ------- | ---------------------------------------------------------------------------- | --------- | ------------------- | ----------------------------- |
|        | Granja de Cal Soler  | Vicfred               | granja       |         | 41° 46′ 22″ N, 1° 21′ 14″ E / 41.7728512990331°N,1.35396006289315°E 625 msnm |           |                     | Modifica les dades a Wikidata |
|        | Granja de l'Alavedra | Sant Guim de la Plana | granja       |         | 41° 45′ 46″ N, 1° 18′ 59″ E / 41.7627692175562°N,1.31642094033118°E 547 msnm |           |                     | Modifica les dades a Wikidata |
|        | Granja del Castell   | Sant Guim de la Plana | granja       |         | 41° 45′ 35″ N, 1° 19′ 28″ E / 41.759825°N,1.324506°E 561 msnm                |           |                     | Modifica les dades a Wikidata |
|        | Granja del Cisterna  | Comabella             | granja       |         | 41° 44′ 53″ N, 1° 20′ 55″ E / 41.7480046928562°N,1.34849747600696°E 593 msnm |           |                     | Modifica les dades a Wikidata |
|        | Granja del Colom     | Vicfred               | granja       |         | 41° 46′ 21″ N, 1° 21′ 24″ E / 41.7726107728873°N,1.35666125147063°E 629 msnm |           |                     | Modifica les dades a Wikidata |
|        | Granja del Coma      | Comabella             | granja       |         | 41° 44′ 52″ N, 1° 20′ 41″ E / 41.747644764687°N,1.34476638526626°E 579 msnm  |           |                     | Modifica les dades a Wikidata |
|        | Granja del Felip     | Sant Guim de la Plana | granja       |         | 41° 45′ 33″ N, 1° 19′ 15″ E / 41.7592768631639°N,1.32087873906033°E 547 msnm |           |                     | Modifica les dades a Wikidata |
|        | Granja del Garganter | Sant Guim de la Plana | granja       |         | 41° 45′ 35″ N, 1° 19′ 37″ E / 41.759801°N,1.326842°E 563 msnm                |           |                     | Modifica les dades a Wikidata |
|        | Granja del Gili      | Sant Guim de la Plana | granja       |         | 41° 45′ 57″ N, 1° 19′ 10″ E / 41.7657329033026°N,1.31953141933881°E 564 msnm |           |                     | Modifica les dades a Wikidata |
|        | Granja del Llobet    | Vicfred               | granja       |         | 41° 46′ 18″ N, 1° 21′ 25″ E / 41.771574°N,1.356871°E 625 msnm                |           |                     | Modifica les dades a Wikidata |
|        | Granja del Ribera    | Vicfred               | granja       |         | 41° 46′ 13″ N, 1° 21′ 32″ E / 41.7702300375111°N,1.35897182271659°E 627 msnm |           |                     | Modifica les dades a Wikidata |
|        | Granja del Sisquella | Sant Guim de la Plana | granja       |         | 41° 46′ 03″ N, 1° 19′ 23″ E / 41.7673707125318°N,1.3231338830384°E 551 msnm  |           |                     | Modifica les dades a Wikidata |
|        | Granja del Soler     | Comabella             | granja       |         | 41° 44′ 59″ N, 1° 20′ 22″ E / 41.7496213393865°N,1.33943569612177°E 605 msnm |           |                     | Modifica les dades a Wikidata |
|        | Granja del Verders   | Vicfred               | granja       |         | 41° 46′ 26″ N, 1° 21′ 06″ E / 41.7738985778901°N,1.35162320170096°E 620 msnm |           |                     | Modifica les dades a Wikidata |
|        | Granja del Vilaplana | Sant Guim de la Plana | granja       |         | 41° 45′ 17″ N, 1° 19′ 29″ E / 41.7547756777218°N,1.32472479313305°E 567 msnm |           |                     | Modifica les dades a Wikidata |
|        | Granja del Vilaró    | Vicfred               | granja       |         | 41° 46′ 19″ N, 1° 21′ 33″ E / 41.7718345196759°N,1.35906326197379°E 628 msnm |           |                     | Modifica les dades a Wikidata |

## muntanya
| imatge | Nom               | Ubicat a              | instància de | Detalls | coordenades                                                       | Protecció | Commons (més fotos) | Dades a WD                    |
| ------ | ----------------- | --------------------- | ------------ | ------- | ----------------------------------------------------------------- | --------- | ------------------- | ----------------------------- |
|        | Tossal Gran       | Sant Guim de la Plana | muntanya     |         | 41° 45′ 10″ N, 1° 20′ 40″ E / 41.75278056°N,1.34454722°E 617 msnm |           |                     | Modifica les dades a Wikidata |
|        | Tossal Llarg      | Sant Guim de la Plana | muntanya     |         | 41° 45′ 04″ N, 1° 20′ 56″ E / 41.75107528°N,1.34894167°E 626 msnm |           |                     | Modifica les dades a Wikidata |
|        | Tossal del Beli   | Sant Guim de la Plana | muntanya     |         | 41° 45′ 40″ N, 1° 20′ 46″ E / 41.76115556°N,1.34610556°E 618 msnm |           |                     | Modifica les dades a Wikidata |
|        | Tossal del Fuster | Sant Guim de la Plana | muntanya     |         | 41° 45′ 52″ N, 1° 19′ 39″ E / 41.76456111°N,1.32736389°E 582 msnm |           |                     | Modifica les dades a Wikidata |
|        | Tossal del Gomà   | Sant Guim de la Plana | muntanya     |         | 41° 45′ 56″ N, 1° 19′ 56″ E / 41.765475°N,1.33229167°E 599 msnm   |           |                     | Modifica les dades a Wikidata |

## Misc
| imatge | Nom                                        | Ubicat a              | instància de      | Detalls                                  | coordenades                                                                                         | Protecció                                  | Commons (més fotos)                | Dades a WD                    |
| ------ | ------------------------------------------ | --------------------- | ----------------- | ---------------------------------------- | --------------------------------------------------------------------------------------------------- | ------------------------------------------ | ---------------------------------- | ----------------------------- |
|        | Abeurador de Sant Guim de la Plana         | Sant Guim de la Plana | abeurador         | Estil: arquitectura popular 20th century | 41° 45′ 45″ N, 1° 19′ 26″ E / 41.76245°N,1.32388°E ca:Darrera del castell en una cantonada 547 msnm | bé integrant del patrimoni cultural català | Abeurador de Sant Guim de la Plana | Modifica les dades a Wikidata |
|        | Cal Farré                                  | Sant Guim de la Plana | casa              | Estil: arquitectura barroca 18th century | 41° 45′ 45″ N, 1° 19′ 28″ E / 41.76246°N,1.32436°E ca:Carrer Major, 8 547 msnm                      | bé integrant del patrimoni cultural català | Cal Farré (Sant Guim de la Plana)  | Modifica les dades a Wikidata |
|        | Serra de l'Horta                           | Sant Guim de la Plana | serra             |                                          | 41° 46′ 07″ N, 1° 19′ 19″ E / 41.768685°N,1.321833°E 586 msnm                                       |                                            |                                    | Modifica les dades a Wikidata |
|        | casa consistorial de Sant Guim de la Plana | Sant Guim de la Plana | casa consistorial |                                          | 41° 45′ 47″ N, 1° 19′ 28″ E / 41.7629532°N,1.3243239°E                                              |                                            |                                    | Modifica les dades a Wikidata |
|        | cementiri de Vicfred                       | Sant Guim de la Plana | cementiri         |                                          | 41° 46′ 30″ N, 1° 21′ 08″ E / 41.7750064707667°N,1.35225657964207°E                                 |                                            |                                    | Modifica les dades a Wikidata |
|        | la Casota                                  | Sant Guim de la Plana | masia             |                                          | 41° 46′ 37″ N, 1° 21′ 22″ E / 41.7768707681216°N,1.35602305995173°E                                 |                                            |                                    | Modifica les dades a Wikidata |